# Jaroslav Balzar
Jaroslav Balzar (21. ledna 1884 Josefov – 19. srpna 1945 Praha) byl český fotograf. Proslavil se především jako ateliérový fotograf divadelních a filmových hvězd.

## Život
Narodil se v Josefově, vyučil se fotografem u Karla Dvořáka v Jaroměři. Pak se vydal na zkušenou do ciziny. Pracoval ve Slezsku, Lucembursku a v letech 1912–1914 pracoval v ateliéru Léopold-Émile Reutlingera v Paříži. Po návratu do Prahy se v roce 1920 oženil. Pohyboval se ve filmových kruzích. Hrál epizodní role, například ve filmu Maharadžovo potěšení v režii Karla Antona. Byl rovněž úspěšným kouzelníkem, v této roli procestoval řadu evropských měst.
V roce 1922 si otevřel fotografický ateliér v domě čp. 761 na Jungmannově náměstí 1. Využíval svých známostí z filmových kruhů a stal se oblíbeným portrétistou divadelních a filmových hvězd. Zpočátku pracoval ve stylu art deco, později přejímal módní styly ze zahraničí. Stal se blízkým spolupracovníkem Vlasty Buriana. Své fotografie otiskoval v časopisech Pestrý týden, Ozvěny Vlasty Buriana a dalších.
V roce 1942 se stal předsedou Zemské jednoty společenstev fotografů v Čechách.
Dne 19. července 1945 ráno byla nalezena mrtvola Jaroslava Balzara v ulici 28. října v Praze. Patrně se stal jako přítel Vlasty Buriana a dalších válečných filmových hvězd obětí vyřizování účtů s podezřelými s kolaborace.

### Rodinný život
Jaroslav Balzar se v roce 1920 oženil s Marií, rozenou Šormovou a následujícího roku se manželům narodila dcera Julie. Marie Balzarová roku 1926 předčasně zemřela ve věku 28 let.

## Galerie

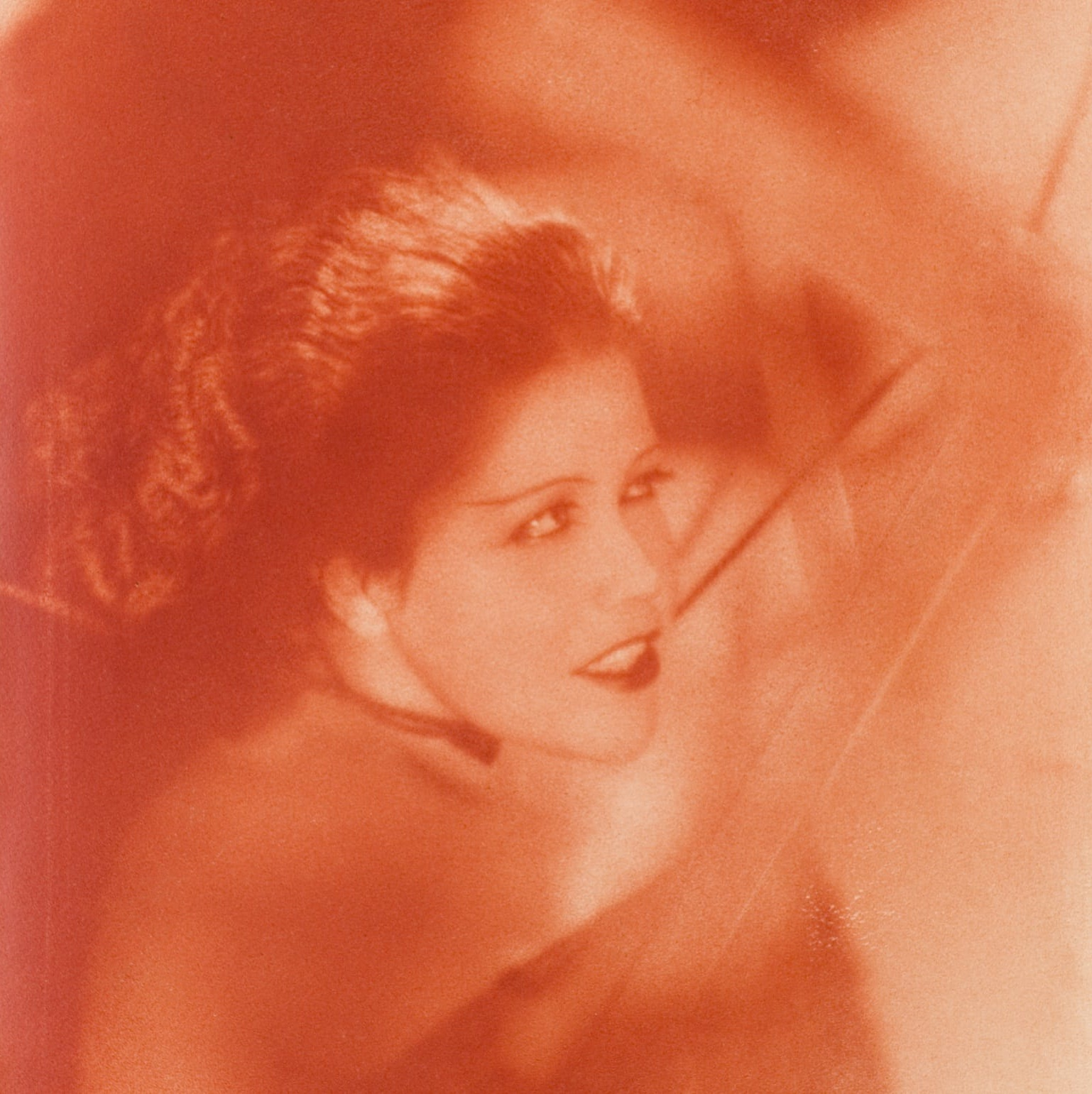
Herečka Anny Ondráková, 20. léta, olejotisk, soukromá sbírka
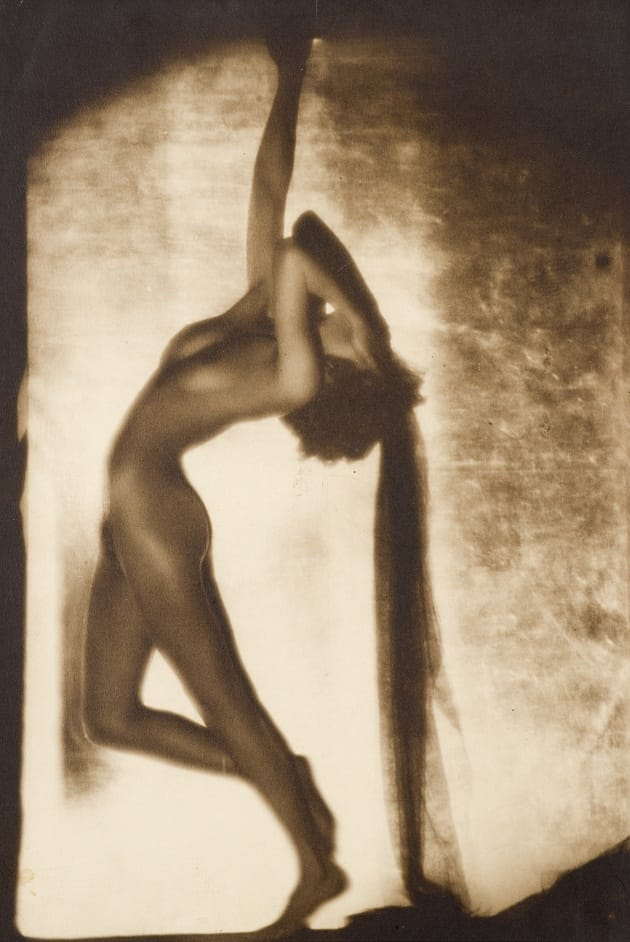
Akt, 30. léta, Uměleckoprůmyslové museum v Praze
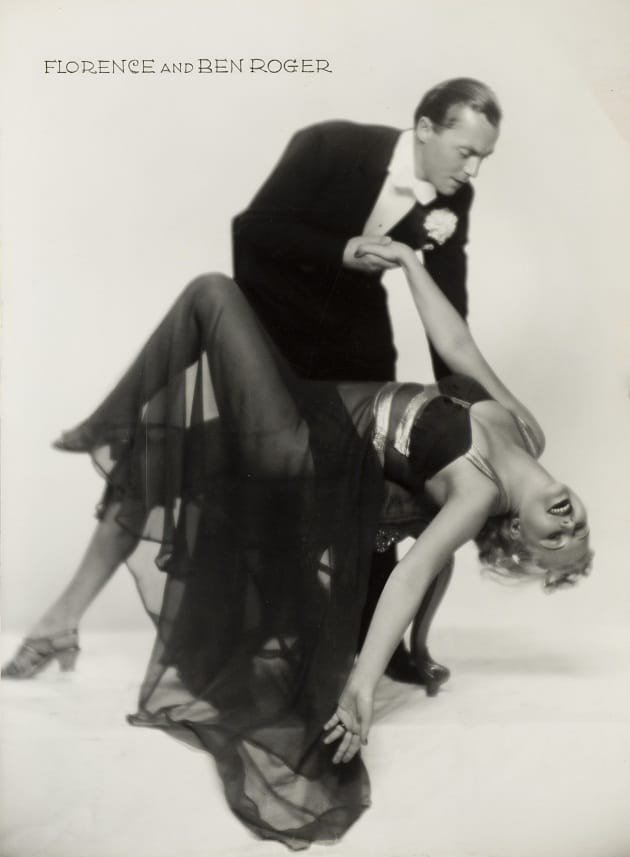
Taneční dvojice Florence a Ben Roger, cca 30. léta, Uměleckoprůmyslové museum v Praze
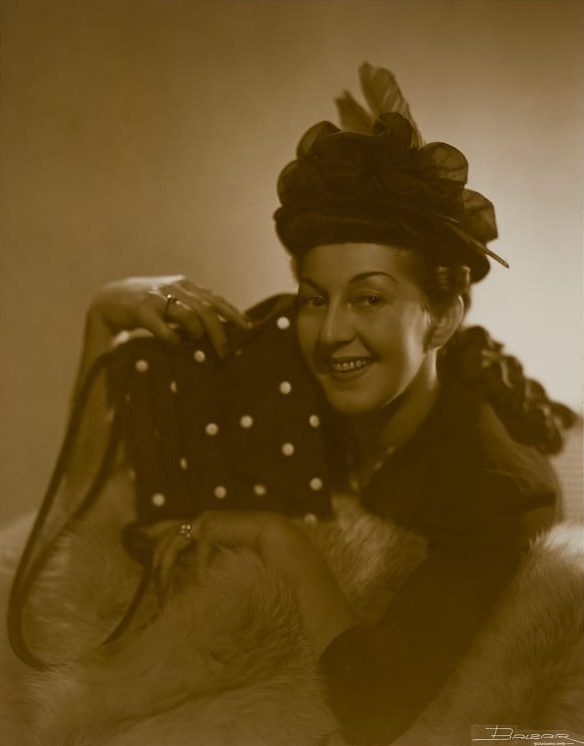
Herečka Ljuba Hermanová, 40. léta, Uměleckoprůmyslové museum v Praze

## Výstavy
- Jaroslav Balzar: Fotografie, Galerie Josefa Sudka, 17. říjen 2013 — 12. leden 2014[3]

## Publikace
- MLČOCH, Jan. Jaroslav Balzar : fotografie : Galerie Josefa Sudka 17.10.2013-12.01.201. Praha: Uměleckoprůmyslové museum v Praze, 2013. 2 s. Dostupné v archivu pořízeném dne 2018-02-19. Archivováno 19. 2. 2018 na Wayback Machine.
- Hvězdy Zlaté kapličky i stříbrného plátna : diář 2017. Grafický návrh Martina Dubská. Praha: Národní divadlo, 2016. 60 s.